# Carreau de plâtre

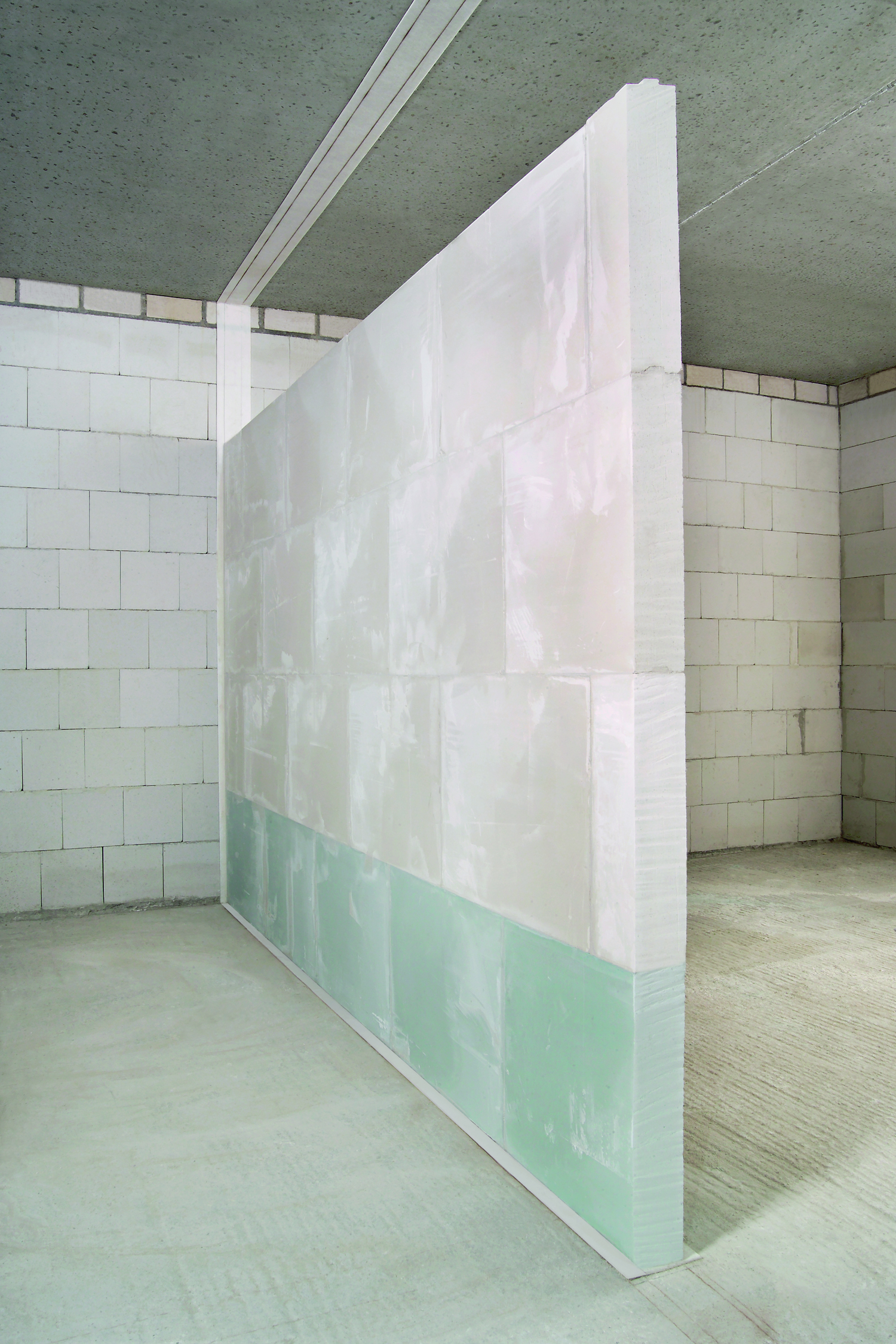
Construction d'un mur par blocs de gypse.

Le carreau de plâtre est un matériau de construction léger massif composé de gypse solide, utilisé pour la construction et résistant au feu. Les carreaux de plâtre se composent de plâtre, d'eau et, dans certains cas, d'additifs tels que des fibres de bois ou d'autres fibres végétales qui leur confèrent une solidité accrue. Les cloisons de séparation faites à partir de carreaux de plâtre n'exigent aucune sous-structure pour la construction.

## Fabrication
Un carreau de plâtre est composé de plâtre et d'eau. Le processus de fabrication est automatisé en usine, le gypse brut (CaSO4⋅2H2O) étant concassé et broyé finement, puis passé au four à 150 −170 °C pour enlever trois-quarts de l'eau liée et ainsi transformé en sulfate de calcium hémihydraté (CaSO4⋅½H2O). Ce processus se nomme la calcination. Le plâtre est alors mélangé à de l'eau, remué puis versé dans des moules pour former des carreaux de plâtre en formats standards, avec des noyaux ronds ou carrés ouverts pour éclairer le poids et pour conserver des matériaux[Quoi ?]. Chaque bloc est moulé avec rainure et languette sur chacun de ses côtés pour permettre un assemblage rapide et facile. Encore humide, les carreaux de plâtre sont démoulés, séchés dans des chambres prévues à cet effet puis empaquetés en usine et transportés vers des entrepôts ou chantiers de construction.

## Caractéristiques
Les carreaux de plâtre sont manufacturés selon les normes européennes et britanniques EN 12859. Les dimensions des carreaux de plâtre selon la norme européenne incluent une longueur de 666 millimètres, et une taille de 500 millimètres. Trois blocs font ainsi un mètre carré. Les carreaux de plâtre existent en divers épaisseurs, densité et type de matériau. Aux États-Unis, les blocs sont fabriqués en 2", 3", 4" et 6" d'épaisseur. En Europe, ils sont fabriqués par 60 millimètres, 70 millimètres, 80 millimètres ou 100 millimètres d'épaisseur. Pour la construction de bâtiments résidentiels européens, des carreaux épais de 80 ou 100 millimètres sont régulièrement utilisés.
Pour la construction, il existe en particulier deux densités importantes :
- la densité brute moyenne de 850 kg/m3 ou de 1 100 kg/m3 (des blocs de couleur blanche, appropriés à l'utilisation standard)
- les blocs bruts à haute densité de 1 100 à 1 500 kg/m3 (couleur rougeâtre, convient aux murs avec des exigences plus élevées de performance acoustique). Les dimensions de ces blocs sont d'une longueur de 500 millimètres, et d'une taille de 500 millimètres. Quatre blocs font ainsi 1 m2. Pour les zones humides comme les cuisines, salles de bains ou caves, des carreaux de plâtre hydrofuges (la plupart du temps avec une couleur bleuâtre) sont disponibles.

## Propriétés
Les carreaux de plâtre combinent les avantages de la maçonnerie classique à la construction moderne de plaque de plâtre. Semblable à la maçonnerie, les murs construits en blocs de gypse sont stables et fortement renforcés. Puisqu'aucun mortier, sable ou plâtre n'est employé, les murs sont (presque) construits sans eau, comme les plaques de plâtre.

## Résistance au feu
Le gypse est un minéral et matériau de construction non-combustible (matériau de construction de classe A1 selon le DIN 4102 allemand, l'EN 13501 européenne ou les BS 476 britanniques ou l'ASTM E119 américain) composé de dihydrate de sulfate de calcium (CaSO4⋅2H2O). En raison de l'eau stockée dans le gypse, il s'agit d'un bon matériau de protection contre les incendies. En cas d'incendie, les cristaux des blocs se vaporisent, ce qui ralentit la propagation du feu. Les blocs massifs de gypse ont un haut niveau de protection passive contre les incendies : une épaisseur de 60 millimètres offre 30 minutes de résistance au feu (F30-A selon la norme allemande DIN 4102, l'EN 13501 européenne ou les BS 476 britanniques). Des blocs de 80 mm offrent 120 minutes de résistance au feu (F120-A) et les blocs de 100 mm résistent au feu pendant trois heures (F180-A).

## États-Unis et Europe
Aux États-Unis, les carreaux de plâtre étaient généralement utilisés au début du XXe siècle (1900-1926), mais à la fin des années 1920, une grande partie a été remplacée par des panneaux muraux de gypse, bloc de béton et plaque de plâtre encadrée. Les carreaux de plâtre ne sont plus fabriqués aux États-Unis. En Europe, ils sont encore très utilisés et gagnent en popularité en guise de matériau de construction avec les émissions très basses des composés organiques volatils, valeur extrêmement basses de rayonnement et une valeur du pH neutre qui contribuent à un environnement sain.